# 一肯中乡
一肯中乡是中华人民共和国内蒙古自治区赤峰市宁城县下辖的一个乡。
2012年1月20日，内蒙古自治区人民政府批复同意分别从大明镇、大双庙镇划出部分区域，设置一肯中乡，辖河北、八肯中、烧锅店、八里铺、老西沟、毛家窝铺、石柱子洼、孙盆营子、郝家店、纪家店、占巴营子、一肯中、万家营子、北马架子、沙巴日台、平原、孟家窝铺、大窝铺、五家、梁家营子、朝阳地、桃海、中子坡、茂福沟、高杖子25个村，驻河北。

## 行政区划
一肯中乡下辖以下村级行政区划单位：
河北村、一肯中村、万营子村、北马架子村、沙布日台村、平原村、孟家窝铺村、大窝铺村、五家村、梁家营子村、朝阳地村、桃海村、中子坡村、茂福沟村、高杖子村、八肯中村、烧锅店村、八里铺村、老西沟村、毛家窝铺村、石柱子洼村、孙盆营子村、郝家店村、纪家店村和占巴营子村。